# Campeonato Mundial de Ginástica Artística de 1926
O VIII Campeonato Mundial de Ginástica Artística transcorreu entre os dias 22 e 24 de maio de 1926, na cidade de Lyon, França.
Esta tornou-se a primeira edição a ser realizada após quatro anos. As anteriores tinham intervalos de dois entre si.

## Eventos
- Equipes
- Individual geral
- Barras paralelas
- Barra fixa
- Argolas
- Cavalo com alças

## Medalhistas
Masculinos
| Evento           | Ouro | Prata | Bronze |
| Equipes          | Josef Effenberger · Jan Gajdos · Jan Karafiát · Frantisek Pechácek · Ladislav Riessner · Bedrich Supcik · Ladislav Vacha · Vaclav Vesely · Tchecoslováquia · (-) | Stane Derganc · Miha Osvald · Josip Primosic · Leon Stuckelj · Peter Sumi · Srecko Srsen · Stane Vidmar · Oton Zupan · Iugoslávia · (-) | Francois Gangloff · Marcel Gorisse · Jean Gounot · Ernest Heeb · Alfred Krauss · Armand Solbach · França · (-) |
| Individual geral | Petar Sumi · Iugoslávia · (168,550) | Joseph Effenberger · Iugoslávia · (168,288)                                                                                             | Ladislav Vacha · Tchecoslováquia · (165,046)                                                                   |
| Barra fixa       | Leon Stuckelj · Iugoslávia · (-) | Josip Primozić · Iugoslávia · (-) | Ladislav Vacha · Tchecoslováquia · (-)                                                                         |
| Cavalo com alças | Jan Karafiat · Tchecoslováquia · (-) | Jan Gajdos · Tchecoslováquia · (-) | Ladislav Vacha · Tchecoslováquia · (-)                                                                         |
| Barras paralelas | Ladislav Vacha · Tchecoslováquia · (-) | Jan Gajdos · Tchecoslováquia · (-) | Leon Stuckelj · Iugoslávia · (-)                                                                               |
| Argolas          | Leon Stuckelj · Iugoslávia · (-) | Ladislav Vacha · Tchecoslováquia · (-)                                                                                                  | Bedrich Supcik · Tchecoslováquia · (-)                                                                         |

## Quadro de medalhas
| Ordem | País            |   |   |   |    |
| 1     | Tchecoslováquia | 3 | 4 | 4 | 11 |
| 2     | Iugoslávia      | 3 | 2 | 1 | 6  |
| 3     | França          | 0 | 0 | 1 | 1  |
| TOTAL | TOTAL           | 6 | 6 | 6 | 18 |